# Radków (Santacroce)
Radków è un comune rurale polacco del distretto di Włoszczowa, nel voivodato della Santacroce.
Ricopre una superficie di 86,32 km² e nel 2006 contava 2 668 abitanti.